# حملات دسامبر ۲۰۱۲ شمال نیجریه
حملات دسامبر ۲۰۱۲ شمال نیجریه (انگلیسی: December 2012 shootings in Northern Nigeria) مجموعه حملات و تیراندازی‌ها در ایام جشن‌های کریسمس بود. در روز ۲۵ دسامبر حملاتی به کلیساهای مایدوگوری و پوتیسکام صورت گرفت؛ که حداقل ۱۲ نفر تلفات داشت. به رغم این که بوکوحرام مسئولیت این حملات را بر عهده نگرفت، اما انگشت اتهام متوجه این گروه است. در حملات دیگری که در ۲۵ و ۲۸ دسامبر توسط مهاجمین مسلح به ۶ کلیسای شهر پوتیسکام واقع در ایالت یوبه در شمال شرق کشور و در روستای موسیری صورت گرفت، کلیساها به آتش کشیده شده و حداقل ۱۵ تن کشته شدند که در میان آن‌ها کشیش‌های همه کلیساها وجود داشتند. سه روز بعد، در تاریخ ۲۸دسامبر، در روستای موساری، پانزده مسیحی دیگر کشته شدند. مهاجمان به روستا حمله کردند و گلوی آن‌ها را در حالی که در خواب بودند بریدند. قربانیان شامل یک افسر پلیس راهنمایی و چهارده غیرنظامی بودند.